# Tococa meridensis
Tococa meridensis är en tvåhjärtbladig växtart som beskrevs av John Julius Wurdack. Tococa meridensis ingår i släktet Tococa och familjen Melastomataceae. Inga underarter finns listade i Catalogue of Life.